# 尤尼克市镇
尤尼克市镇（羅馬化：Opština Junik），是科索沃賈科維察區的一个市镇，行政中心为尤尼克。市镇面积为78平方公里，人口数量为6,084人（2011年）。